# Gaston Bouy
Gaston Bouy, né Henri-Gaston-Jules-Louis Bouy à Bois-Colombes le 2 septembre 1866 et mort en novembre 1943, est un peintre français.

## Biographie
Il étudie à l'école des Beaux-Arts et à l'académie Julian où il est l'élève d'Amédée Bourson.
Proche de la famille Gallé, famille bourgeoise creilloise, il devient le premier conservateur du musée Gallé-Juillet à Creil de 1930 à 1943 à la suite de la donation de la maison Gallé-Juillet par Berthe Gallé à la municipalité de Creil.
Il donne à la famille Gallé puis au musée Gallé-Juillet plusieurs de ses œuvres dont :
- Auguste Gallé en dragon, 1899, huile sur toile[2]
- Ernest Gallé, 1896, huile sur toile[3]
- Soir, huile sur bois[4]
- La Bible, 1927, huile sur toile, exposée au salon de 1927[5]

Trésorier-fondateur de la Coopérative des artistes, officier de l'Instruction publique et du Nichan Iftikhar, il expose au Salon des artistes français de 1892 à 1894 et à la Société nationale des beaux-arts de 1894 à 1906.

## Distinctions
- Officier de l'Instruction publique